# Tombeau de Sher Shah Suri
Le tombeau de Sher Shah Suri est le monument funéraire du fondateur de l'empire suri, situé à Sasaram, chef-lieu du district de Rohtas, dans l'État de Bihar, en Inde.